# Синал
Синал, также Парал (IV век до н. э.), — карфагенский военачальник, наместник Гераклеи Минойской.

## Биография
Синал был проксеном и другом сиракузского военачальника Диона. В 357 году до н. э. изгнанный девятью годами ранее Дион решил вернуться на родину и отстранить Дионисия Младшего от власти, для чего нанял несколько сотен наёмников и снарядил корабли. Высадка его отряда произошла у Гераклеи Минойской, контролируемой карфагенянами. Сначала Синал, ничего не зная о прибывших, пытался помешать им, но солдаты Диона смогли занять город, не причинив никакого вреда. Узнав своего гостеприимца, Синал с радушием принял его воинов и предоставил всё необходимое. В это время стало известно, что Дионисий Младший незадолго до этого покинул Сиракузы и отплыл в Италию. Поэтому несмотря на уговоры Диона подольше отдохнуть в Гераклее его люди потребовали незамедлительно вести их к цели похода. Синал же также предоставил повозки для перевозки воинского снаряжения к Сиракузам.
По замечанию Жильбера-Шарля и Колетт Пикар, Синал был греком. Из этого исследователи сделали вывод, что в данное время в Карфагене решающую роль играли «миролюбивые поклонники греческой культуры», по-видимому, сторонники Суниата, «предоставившие своим сицилийским подданным право самим решать, что им делать».

### Первоисточники
- Плутарх. Сравнительные жизнеописания. Дион (25-26, 29)
- Диодор Сицилийский. Историческая библиотека (XVI.9.4)

### Исследования
- Пикар Ж., Пикар К. Карфаген. Летопись легендарного города-государства с основания до гибели. — М., 2019. — ISBN 978-5-9524-5329-6.
- Geus R. Prosopographie der literarisch Bezeugten Karthager. — Leuven, 1994. — ISBN 90-6831-643-5. S. 202—203.